# Rue Jules-Guesde (Gagny)
Pour les articles homonymes, voir Rue Jules-Guesde.
La rue Jules-Guesde est un important axe de communication de Gagny.

## Situation et accès
Commençant dans le centre-ville, elle suit le tracé de l'ancienne route nationale 370 jusqu'à l'angle de la rue Aristide-Briand, puis se dirige vers l'est, Après le croisement, de l'avenue du Président-Pompidou, elle suit alors la route nationale 302, et se termine au pont de la ligne de Paris-Est à Strasbourg-Ville.
Elle est desservie par la gare de Gagny et la gare du Chénay-Gagny.

## Origine du nom

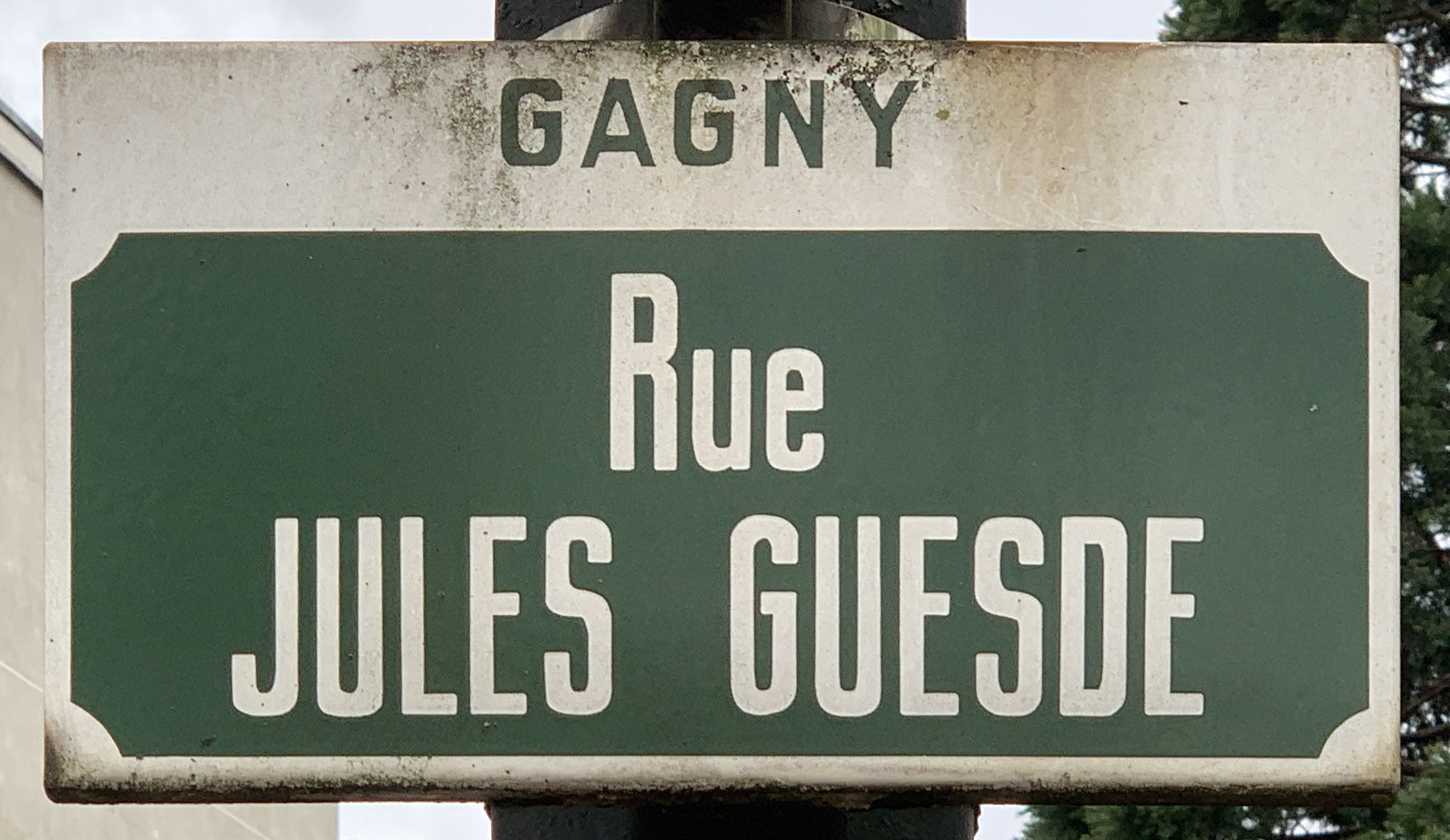
Plaque Rue Jules Guesde, 2021.

Le nom de la rue fait référence à Jules Guesde, homme politique français.

## Historique
D'après un aveu de 1786, et le registre de délibération du conseil municipal en 1794, cette voie de communication était autrefois la rue des Plâtriers. Elle permettait de se rendre au domaine du Chesnay par le Chemin-Vert, aujourd'hui rue Jean-Bouin.

## Bâtiments remarquables et lieux de mémoire

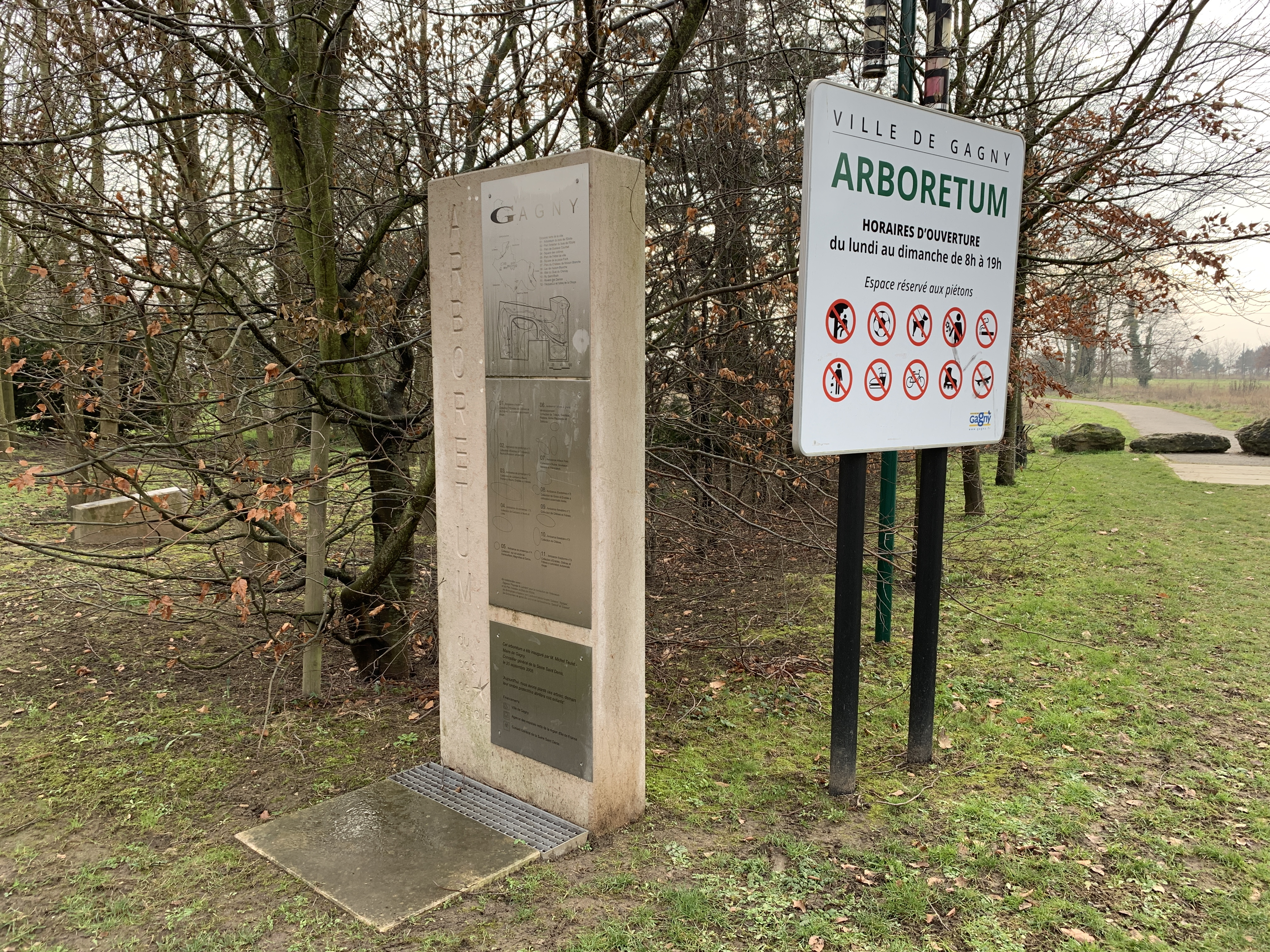
Parc Forestier du Bois de l'Étoile.

- Parc Forestier du Bois de l'Étoile.
- Ancienne carrière du centre, d'une superficie de 25.6 hectares, exploitée après-guerre pour son gypse[3] par l’entreprise Mussat-Binot[4], et jusqu’en 1965 après son rachat par Lafarge. La famille Zinetti y cultiva des champignons de 1887 à 1992[5]. Elle est aujourd'hui remplacée par un centre commercial[6].